# Faro de Cabo Mayor
El faro de Cabo Mayor o faro de Bellavista está situado en el municipio cántabro de Santander (España), ubicado sobre cabo Mayor a 91 metros sobre el nivel del mar, señalizando la entrada al puerto de Santander.

## Edificio

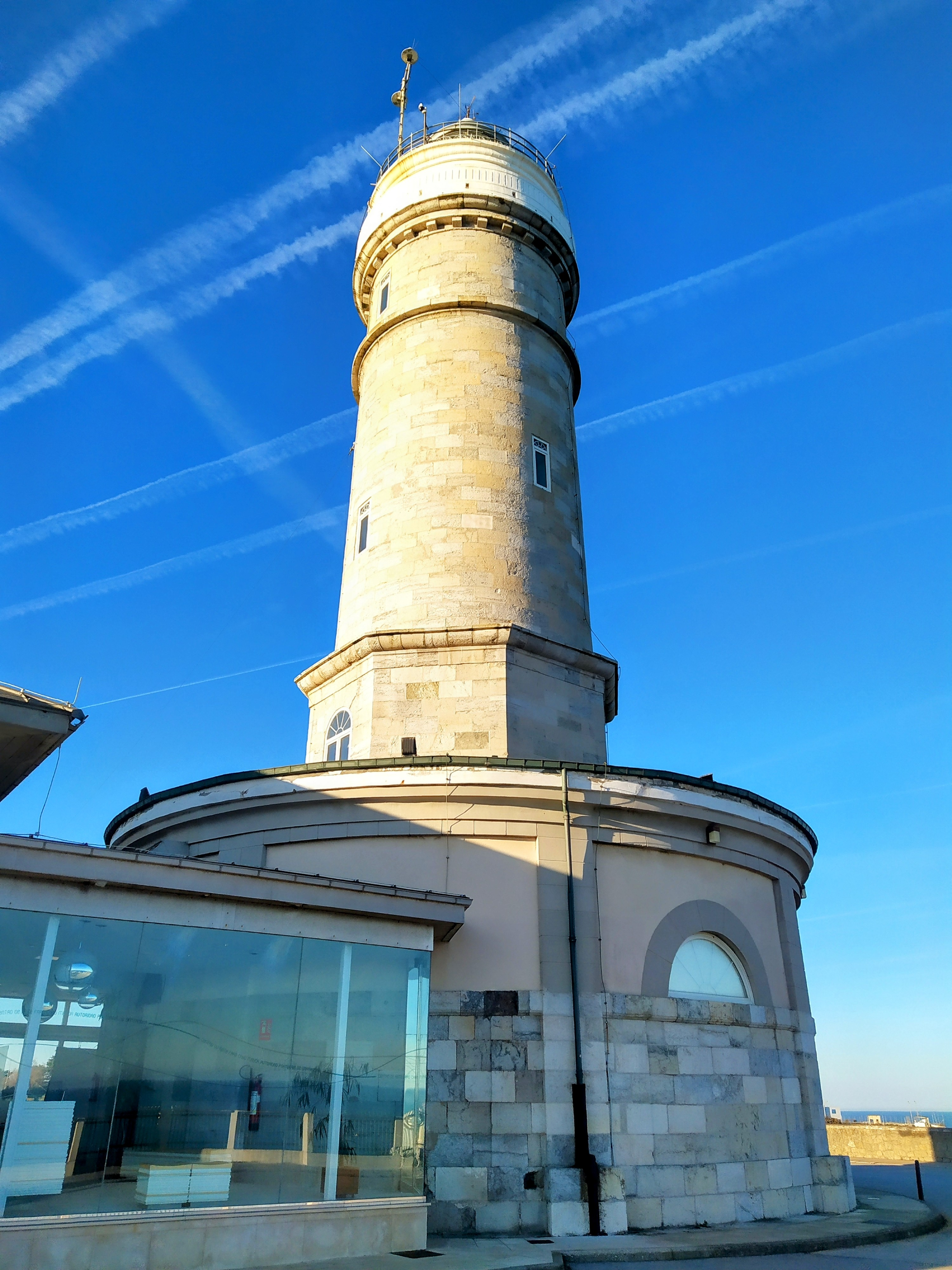
Las instalaciones del faro albergan actualmente un centro de arte de la Autoridad Portuaria de Santander.

El emplazamiento del faro coincide con el de un antiguo atalayón, desde el cual, en épocas remotas, se realizaban señales a los barcos mediante banderas durante el día y grandes fuegos por la noche. El primer proyecto de modernización data de 1778, obra del capitán de fragata e ingeniero Joaquín de Ibargüen, y respondía a una vieja aspiración de comerciantes y marinos locales. Aunque no llegó a ejecutarse por motivos económicos. El proyecto final fue retomado seis décadas más tarde, cuando se ordenó construir un fanal giratorio por Real Orden del 17 de febrero de 1833. El faro actual fue inaugurado seis años más tarde, el 15 de agosto de 1839.
El diseño del edificio fue obra del capitán de navío Felipe Bauzá, aunque la versión definitiva corrió a cargo de Domingo Rojí. La construcción está compuesta por una torre cilíndrica de piedra de sillería, que se eleva 30 metros sobre el terreno y 91 metros sobre el nivel de mar. Esta estructura se apoya sobre una base octogonal. El acceso a la linterna se realiza mediante una escalera dispuesta en tres tramos de 33 escalones y uno final de 13, configurando un sistema intricado alrededor del hueco central.  
La incorporación de equipos técnicos redujo sensiblemente el espacio existente en la base de la torre, por lo que en 1935 se construyó el edificio adyacente como vivienda de los fareros. Estos dejaron de habitarlo en 2001, y este espacio ha sido acondicionado para ubicar el Centro de Arte Faro de Cabo Mayor (CAFCM).

#### Centro de Arte Faro de Cabo Mayor
Inaugurado en 2006, el CAFCM se convirtió en el primer faro en España transformado en centro de arte. El proyecto fue posible a iniciativa de la Autoridad Portuaria de Santander y gracias a la colaboración de la familia Sanz-Villar, que cedió para su exhibición la extraordinaria colección reunida por el pintor Eduardo Sanz: un valioso conjunto de obras de arte, objetos y curiosidades vinculadas al mar y al universo de los faros.
Actualmente, el centro cuenta con tres salas de exposiciones. El núcleo expositivo se encuentra en la sala 'Cabo Mayor' donde se muestra una cuidada selección de obras de Eduardo Sanz centradas en faros y paisajes marítimos del litoral español. Además, el museo cuenta con obras de otros artistas como Isabel Villar, Sergio Sanz, Eduardo Arroyo, Joaquín Peinado, Javier Mariscal o José Caballero, Guillermo Pérez Villalta, Fernando Bellver, entre otros.

## Ayudas a la navegación
En sus inicios, el faro contaba con una óptica de segundo orden y sistema con lente de Fresnel, que daba una luz fija con un destello cada minuto y llevaba 100 espejos superiores y 60 inferiores, con 8 lentes y un mechero de 3 mechas circulares concéntricas. Este ingenio se movía por un sistema de pesas y producía un cono de luz de 3 pulgadas de base y 2 de altura. Se construyó en París y costó 8.000 pesos fuertes y su gasto era de medio litro de aceite por hora de encendido.
En 1877 pasó a utilizar como combustible aceite mineral, siendo el primer faro de España en hacerlo.
En 1913, fue sustituido por una lámpara de vapor de petróleo que aumentó significativamente su potencia lumínica. En 1920 se incorporó un nuevo sistema óptico de tipo bivalvo, provisto de paneles catadióptricos fabricados por la firma francesa Barbier, Bernard et Turenne, que ha permanecido en funcionamiento desde entonces, con sucesivas modernizaciones. Esta óptica ha operado con tres tipos distintos de fuentes de luz, tres mecanismos de rotación y dos sistemas de sustentación. El sistema giratorio original fue desarrollado por H. Lepaute, colaborador de Gustave Eiffel. En la actualidad, el faro está electrificado y emite dos destellos de luz blanca cada 10 segundos, con un alcance de 21 millas náuticas.
En documentos del Ministerio de Fomento y Puertos del Estado, se recogen registros de fareros activos en Santander hasta finales de los años 80. Desde entonces, el sistema está completamente automatizado, aunque sigue supervisado remotamente por la Autoridad Portuaria.

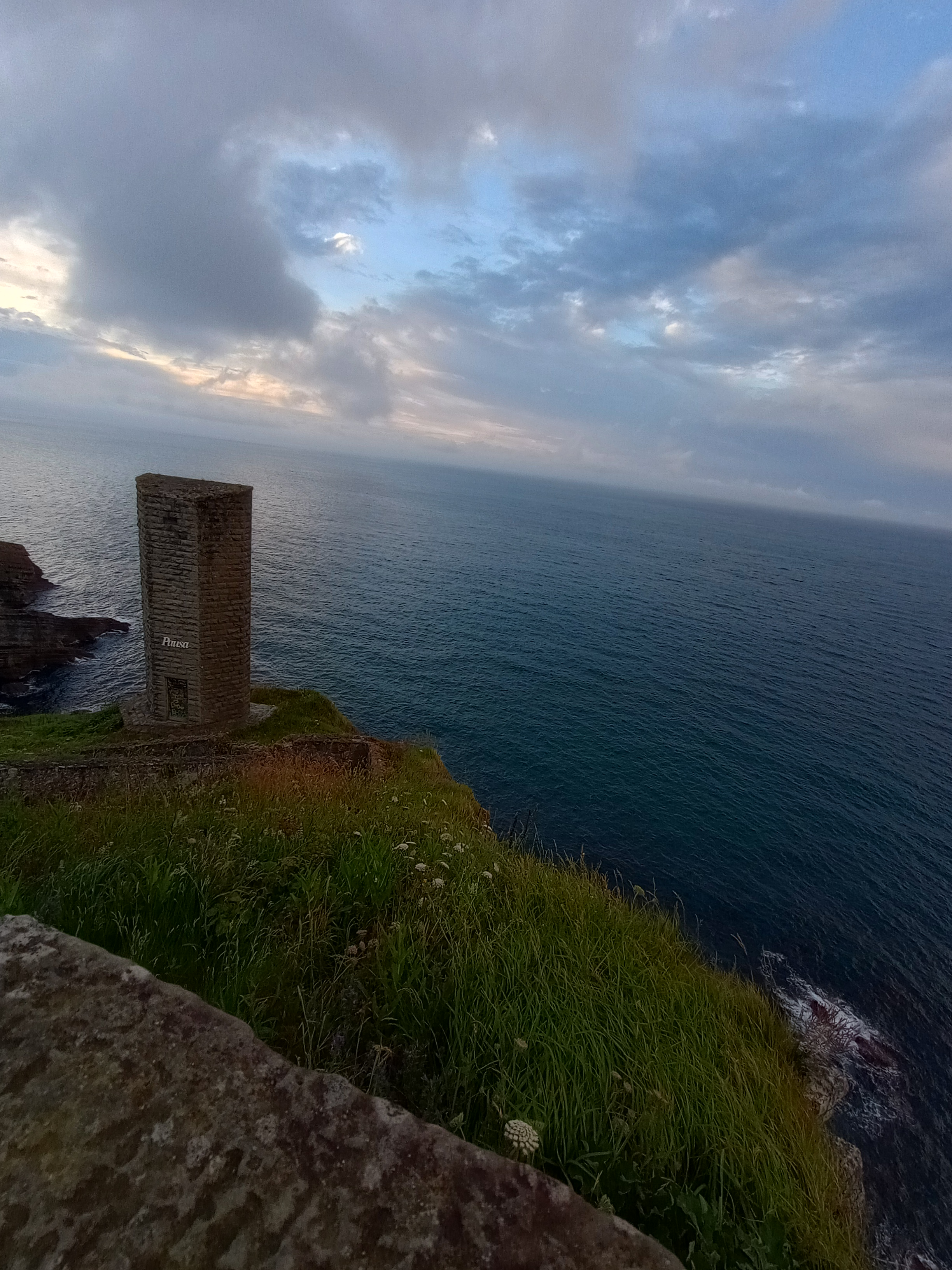
Torre de bocinas o nautófono decorado con la palabra 'pausa'.

Junto al faro se levanta la torre de bocinas, también conocida como nautófono o sirena de nieblas,  que originalmente emitía la letra "M" en código Morse, mediante dos señales sonoras prolongadas cada 40 segundos, para guiar a las embarcaciones en situaciones de niebla densa. Con la llegada de tecnologías más avanzadas, esta sirena fue dada de baja en el año 2006, siendo reemplazada por un moderno sistema acústico que transmite las letras "M-Y" en Morse. Además, la instalación cuenta con una estación emisora de correcciones diferenciales para el sistema de posicionamiento satelital (GPS).
En la actualidad, la torre del nautófono forma parte de un proyecto de arte urbano desarrollado por artistas cántabros, quienes crearon una palabra para cada letra del abecedario y las distribuyeron en distintos puntos de Santander. En este enclave, la palabra elegida fue “Pausa”, que adorna el edificio como parte de esta iniciativa cultural.

## Episodios relevantes
El historiador santanderino Rafael Gutiérrez-Colomer ha documentado diversos episodios interesantes relacionados con el faro de Cabo Mayor y su entorno. Uno de ellos es la incorporación, a finales del siglo XIX, de una carretera que facilitase el acceso al faro desde el centro urbano, atravesando la zona del Sardinero. La prensa de la época recogía así la noticia:

La reina regente sancionó el día 4 de febrero una ley incluyendo en el plan de carreteras “una que, partiendo del paseo del Alta, pase por los hoteles del señor Aparicio en El Sardinero y concluya en el faro de Cabo Mayor".
(El Correo de Cantabria, 6-II-1895)

También resulta especialmente llamativo el naufragio del vapor Cabo Mayor, ocurrido en la madrugada del 4 de septiembre de 1896 en los arrecifes próximos al faro, cuya coincidencia nominal con el lugar del accidente fue ampliamente destacada por la prensa local. El suceso fue así descrito:

En las primeras horas de la madrugada del 4 de setiembre se perdió en los arrecifes próximos a Cabo Mayor el magnífico vapor de la compañía Vasco Andaluza, nombrado también por coincidencia Cabo Mayor.

El total de mercancía llevaba a bordo ascendía a mil ochenta y cinco toneladas, y entre éstas, seis mil setecientos cincuenta kilos de dinamita. Ni la mercancía ni el vapor estaban asegurados.
A las tres horas de estar detenido el barco por la niebla, el piloto ordenó que nuevamente funcionara la máquina, pero el buque varó de proa sobre los arrecifes, llevando la consternación al ánimo de pasajeros y tripulantes. Por fortuna, todos se salvaron quedandando el barco en tan mala disposición que pronto crujió el palo trinquete, partiendo el buque por el puente, constituyendo una pérdida de “tres millones de reales”.
Multitud de restos del naufragio flotaban por aguas del Sardinero, cuya colonia de bañistas era todavía muy numerosa.

Los pasajeros y tripulación, excepto el capitán y algunos marineros que permanecieron en un bote alrededor del buque, fueron recogidos por el vapor Palmira, que en aquellos momentos se dirigía al Puerto.
(El aviso y El Atlántico, 4-IX-1896, y El Correo de Cantabria, 6-IX-1886) 

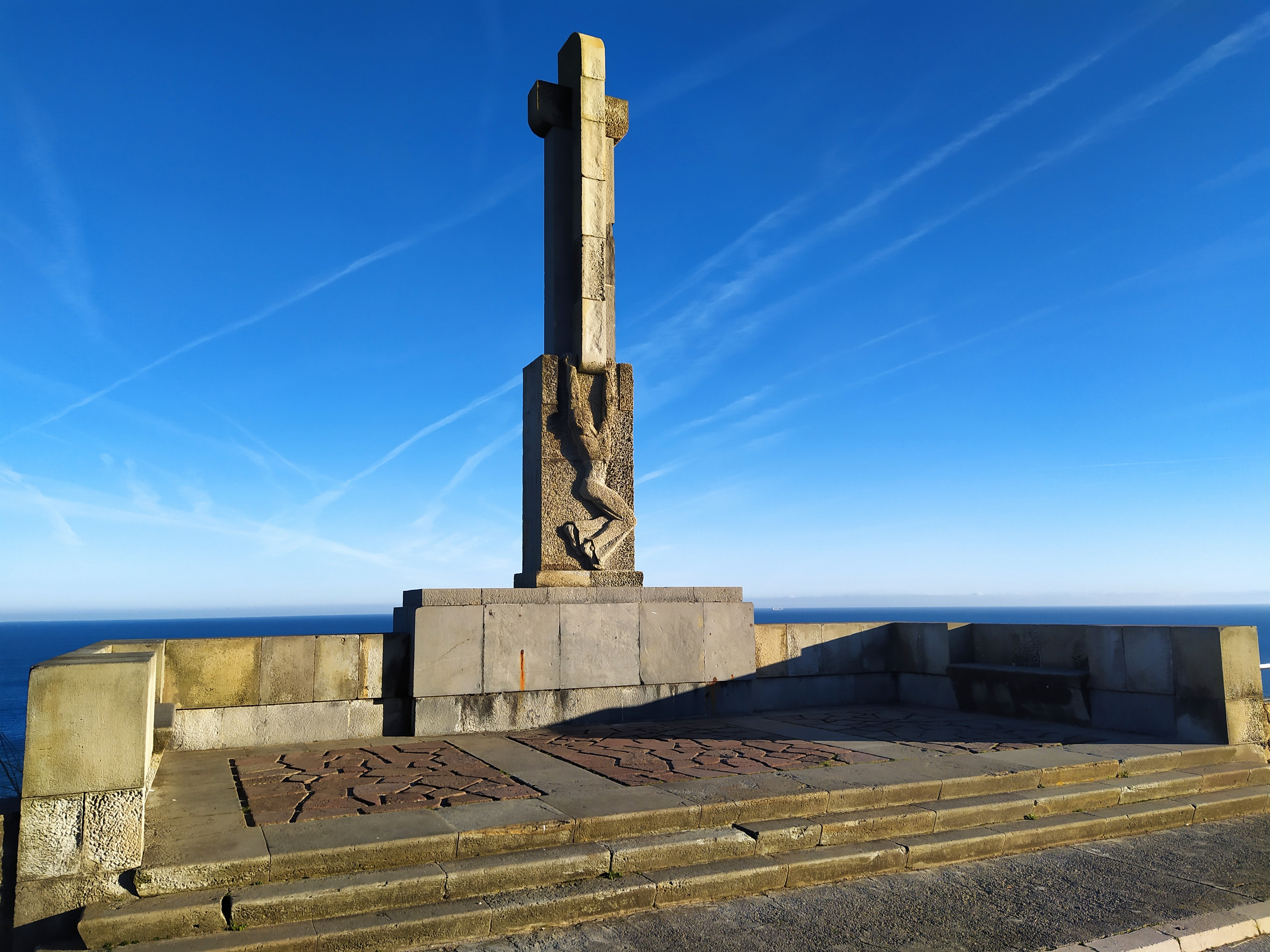
Monumento a los Caídos en la guerra civil española existente en el mirador situado junto del faro.

Otra estructura singular que acompaña al faro es una cruz de granito y la silueta de una persona agarrada a esta. Fue erigida en 1941 como Monumento a los Caídos, impulsada por la Jefatura Provincial del Movimiento durante el franquismo e inaugurada bajo el mandato del alcalde Emilio Pino. Su diseño corrió a cargo del arquitecto municipal Lavín del Noval y del escultor castreño José Villalobos. La obra, situada sobre un pedestal en el mirador del acantilado, consistía en una cruz con una efigie y mostraba las inscripciones “Caído por Dios y por la Patria” y “Presentes”, junto al emblema del yugo y las flechas. Se emplazó en el lugar donde anteriormente existía otra cruz de época anterior, datada en la primera mitad del siglo XIX.
Durante décadas se creyó que este punto de los acantilados habían sido lugar de ejecuciones de simpatizantes del bando nacional por parte de republicanos durante la Guerra Civil, motivo que habría justificado su ubicación simbólica. Sin embargo, investigaciones posteriores —incluidas las propias de las autoridades franquistas— desmintieron esta versión.

Erróneamente se ha creído [...] que fue el Faro de Cabo Mayor el lugar preferido para los crímenes marxistas y que los cadáveres eran  arrojados por el acantilado existente al pie del mismo; [...] debió nacer ese error de que los primeros asesinatos cometidos bajo el dominio rojo se perpetraron a unos centenares de metros del Faro, en que por allí se hicieron varios simulacros de fusilamiento y en que con frecuencia aparecían en el mar cadáveres de ahogados
Cita de la Causa General, caja 1582.

Con la entrada en vigor de la Ley de Memoria Histórica, en 2006, se procedió a retirar las inscripciones del monumento, coincidiendo con la rehabilitación del faro como espacio museístico.
El 23 de febrero de 1982 un rayo rompió todos los cristales de la linterna y dejó fuera de servicio el sistema de rotación y el reloj encargado de los destellos. Hasta su reparación, este percance obligó a los tres fareros a pasar la noche dando vueltas manualmente a la rotación y cronometrando los grupos de luces con uno de sus relojes.